# Loris Gréaud
Loris Gréaud, né le 7 février 1979 à Eaubonne, est un artiste conceptuel installationniste, cinéaste et architecte.

## Biographie
En 2005, Loris Gréaud expose son premier projet, Silence goes more quickly when played backwards, exposé au Plateau. Sa popularité grandissante lui permettra d'exposer progressivement à travers le monde entre 2005 et 2014. En 2014, il est nommé chevalier des Arts et des Lettres. 
Après avoir fait l'acquisition de l'œuvre MACHINE en 2018, le Musée d'Art Moderne de Paris invite Loris Gréaud à concevoir une exposition spécifique, dans le cadre des collections permanentes, intitulée Glorius Read. Récemment, l’exposition The Original, The Translation a permis de mettre en lumière l’ensemble de son activité éditoriale à la Bibliothèque Kandinsky I du Centre Georges Pompidou à la suite de l'acquisition par cette dernière de l'intégralité des ouvrages produits par l'artiste.   
Depuis 2010, il ne participe que très rarement aux expositions de groupe, concentrant ses ressources au développement de ses projets personnels.Il déclare en 2012 qu'il « préfère se consacrer au dessin d'une belle trajectoire plutôt que de s'obstiner à donner une destination à chacun de ses projets ». L'artiste envisage en effet la « trajectoire de l'œuvre à travers le temps comme une sculpture à part entière ». 
En 2020, Loris Gréaud inaugurera, après plusieurs années de développement avec la fondation Casa Wabi un projet pérenne intitulé The Underground Sculpture Park. L'artiste a choisi une vingtaine d'œuvres emblématiques de sa production, qui seront enterrées pour l'éternité dans les jardins d'Alberto Kalach, qui prolongent l'architecture conçue par Tadao Ando.

## Expositions
- 2005, Silence goes more quickly when played backwards au Plateau[1].
- 2008, au Palais de Tokyo à Paris avec son projet Cellar Door[9] accompagné par une musique composée par Thomas Roussel[10] qu'il poursuit à l'Institute of Contemporary Arts (ICA) de Londres, à la Kunsthalle Sankt Gallen[11] (Suisse), au musée de La Conservera de Murcia (Espagne) et enfin à la Kunsthalle de Vienne (de) (Autriche), et se conclut à Art Basel avec la sortie d'un catalogue retraçant l'ensemble du projet (éditions JRP-Ringier (en)).
- 2012: The Unplayed Notes, présentée successivement à la Pace Gallery de New York (2012) et à la galerie Yvon Lambert de Paris (2012), puis Ladi Rogeurs et Sir Loudrage en 2018, à la Galerie Max Hetzler[12],[13].
- 2013, Loris Gréaud est invité conjointement par le Musée du Louvre et le Centre Georges Pompidou à Paris. La double-exposition prend place au cœur des deux musées, en se soustrayant volontairement[14] aux espaces d'exposition classiques des deux institutions.

- 2015, The Unplayed Notes Museum au Dallas Contemporary (États-Unis), avec son projet[15].
- 2016, Sculpt réalisé spécifiquement pour le LACMA à Los Angeles, sa première exposition sur la côte ouest des États-Unis[16].
- 2017,The Unplayed Notes Factory présentée à la 57e Biennale de Venise à Murano (Italie)[17],[18].
- 2019, Sculpt: Grumpy Bear, the Great Spinoff au Tel Aviv Museum of Art[19].

## Démarche artistique
Sa démarche se caractérise par la mise en avant de l'idée de projet plutôt que d'exposition. Loris Gréaud considère en effet que seule l'idée et le projet en lui-même doivent faire autorité, en définissant notamment ses modalités d'apparition, de monstration, de diffusion ou encore de durée ou d'économie. Il place au centre de sa pratique la productivité et l'efficacité dans le réel de ses projets. Il donne également une place toute particulière à l'effacement systématique des limites entre les espaces de la fiction et de la réalité.
Une des caractéristiques communes aux différents projets de Loris Gréaud est enfin leur échelle : en produisant une amplitude et une vision globale, il tend à un débordement de l'espace et de la durée « d'exposition ».

### Discussions spécifiques
Loris Gréaud a engagé à plusieurs reprises des « discussions spécifiques » avec des professionnels issus de divers domaines, afin de tenter d'apporter des réponses productives à ses questions esthétiques.   
En 2004, il s'associe à David Lynch, à l'occasion de la conception de son œuvre Eye of The Duck puis en 2012 pour son projet The Snorks: a concert for creatures. En 2009, avec Lee Ranaldo, pour Think Loud, puis pour son film The Unplayed Notes en 2012, en 2011-12, avec le M.I.T. de Boston, et la station ANTARES, ainsi qu'avec le LAB du Pr Michel André pour son projet The Snorks: a concert for creatures. A cette même occasion, avec le groupe d'abstract hip-hop Anti-Pop Consortium. En 2012, il s'associe avec le CNRS pour la réalisation de son film The Unplayed Notes. Avec la Nasa et plus particulièrement le Stennis Space Center, pour son film Sculpt et le spinoff qui s'est ensuivi Grumpy Bear, en 2016. Entre 2014 et 2016, avec Claude Parent, qui apparaît aussi et notamment dans son film Sculpt. En 2016 avec le CENIR de l'ICM, ainsi qu'avec la Prêtresse Voodoo Myriam Chamani et The Residentstoujours pour son film Sculpt.
Il sollicite également les icônes du cinéma Charlotte Rampling et Willem Dafoe dans le cadre de ses productions audiovisuelles.

## Monographies
- (en) Loris Gréaud, Ladi Rogeurs I Sir Loudrage I Glorius Read, Galerie Max Hetzler Paris et Berlin, Musée d'Art Moderne de Paris, Holzwarth Publications, 2019 (ISBN 978-3-947127-09-2)
- (en + he) Ruth Direktor, Loris Gréaud et Charlotte Rampling, Sculpt, Grumpy Bear : The Great Spinoff, Vol. 2, Gréaudstudio Editions, 2019
- (en) Loris Gréaud, Sculpt : A Potential Continuity Editing, Vol. 1, Gréaudstudio Editions, 2016
- (fr + en) Loris Gréaud, Interzone : The Unplayed Notes Museum, Paris, Jannink Editions, 2015, 44 p. (ISBN 978-2-37229-004-3)
- (fr + en) Loris Gréaud : Crossfading, Paris, Dis voir, 2015 (ISBN 978-2-914563-75-8)
- (fr + en) Christophe Ono-Di-Biot, Loris Gréaud : The Snorks : a concert for creatures, Gréaudstudio Éditions, 2013
- (fr + en) Alain Seban, Marie-Laure Bernadac, Michel Gauthier, Jean-Luc Martinez, Loris Gréaud - [I], Louvre éditions, Centre Pompidou,, 2013, 95 p. (ISBN 979-10-90490-32-1)
- (fr + en) Loris Gréaud, Loris Gréaud : The Geppetto Pavilion, Gréaudstudio Éditions, 2011
- (fr + en + es) Pascal Rousseau, Loris Gréaud : Cellar Door, Gréaudstudio Éditions - JRP Ringier, 2011 (ISBN 978-3-03764-167-5)
- (fr + pl) Loris Gréaud, Loris Gréaud : Shelter : Bucminster Fuller : Synergetic Artist, Poznan Arts Stations Foundation, 2010, 63 p. (ISBN 978-83-927804-0-3)
- (fr + es) Daniel Birnbaum, Loris Gréaud : Trajectories and Destinations, Volume 1, 2009 (ISBN 978-1-933128-67-2)
- (fr + en) Raimundas Malasauskas, Aaron Shuster et Loris Gréaud, Loris Gréaud : Cellar Door (Libretto), Zurich, JRP Ringier, 2008, 78 p. (ISBN 978-3-905829-52-5)
- (fr + en) Loris Gréaud : Nothing is true, everything is permitted, Onestar Press, 2007
- (fr + en) Loris Gréaud : EndExtend, Orléans, HYX, 2006, 191 p. (ISBN 2-910385-44-2)

## Filmographie
- 2012 : The Snorks : A concert for creatures avec David Lynch, Charlotte Rampling, Antipop Consortium
- 2016 : Sculpt avec Willem Dafoe, Charlotte Rampling, Abel Ferrara, Betty Catroux, Claude Parent , Michael Lonsdale et The Residents

## Prix et récompenses
- Chevalier des Arts et des Lettres (2014)[36].